# Oulobophora externaria
Oulobophora externaria är en fjärilsart som beskrevs av Herrich-Schäffer 1848. Oulobophora externaria ingår i släktet Oulobophora och familjen mätare. Inga underarter finns listade i Catalogue of Life.